# Липовый Рог (Черниговская область)
Ли́повый Рог (укр. Липів Ріг) — село в Нежинском районе Черниговской области Украины.
Занимает площадь 2,309 км². Код КОАТУУ: 7423386301. Почтовый индекс: 16643. Телефонный код: +380 4631.

## История
В XIX веке село Липов Рог (Липовый Рог) было в составе Нежинской волости Нежинского уезда Черниговской губернии. В селе была Георгиевская церковь. Священнослужители Георгиевской церкви:
- 1787 — священник Георгий Павлович Слонецкий,
- 1808—1841 — священник Фома Красновский.

## Население
Население 972 человека.

### Известные люди
В селе родились:
- Лукерья Ивановна Полусмакова (1842—1917) — невеста Тараса Шевченко.
- Ярослав Иванович Волощук (1926—2005) — советский и украинский спортсмен и тренер.

## Власть
Орган местного самоуправления — Липоворожский сельский совет. Почтовый адрес: 16643, Черниговская обл., Нежинский р-н, с. Липовый Рог, ул. Ленина, 2а.